# Tede Beets
Tede Beets (Middelie, 5 september 1880 - Voorschoten, 2 augustus 1958) was in mei 1940 een Nederlands Reserve-luitenant-kolonel van het Wapen der Infanterie.
Voor zijn moed tijdens de Duitse aanval op Nederland werd hij op 15 juni 1946 tot Ridder in de Militaire Willems-Orde benoemd.
Tede Beets was in de Eerste Wereldoorlog gemobiliseerd geweest en droeg het Mobilisatiekruis 1914-1918. Op 23-jarige leeftijd was Tede Beets tot Titulair Luitenant der Infanterie benoemd. Hij werd op 1 mei 1947 eervol ontslagen als Titulair Kolonel der Reserve. Hij droeg het Onderscheidingsteken voor Langdurige Dienst als officier met het getal XXXV.
Tijdens de Slag om Den Haag in mei 1940 was luitenant-kolonel Beets commandant van Groep 's-Gravenhage onder luitenant-generaal Jan van Andel, bevelhebber van de Vesting Holland. De Groep 's Gravenhage van het Westfront Vesting Holland omvatte het gebied tussen Hoek van Holland en Leiden. Belangrijke steunpunten van de groep waren Scheveningen, Kijkduin en Monster. Het stafkwartier van de groep bevond zich te Wateringen in de R.K. Jongensschool St. Jozef met het er naast gelegen Bondsgebouw. 
In de voordracht aan het Kapittel staat dat hij "....zich in den strijd door het bedrijven van uitstekende daden van moed, beleid en trouw onderscheiden door in den nacht van 11 op 12 mei 1940 het Stafkwartier van de Groep 's-Gravenhage te Wateringen met veel beleid te verdedigen tegen een nachtelijke overval door de Duitschers, bij welke verdediging hij grooten persoonlijken moed betoond heeft. Hierdoor gelukte het den vijand terug te slaan". Aan Nederlandse zijde vielen tijdens de gevechten zeven doden en tien gewonden.
Duitse parachutisten probeerden op 11 mei tevergeefs om sleutelposities in en om Den Haag en elders in de Randstad te veroveren en de Nederlandse regering en legerleiding uit te schakelen.
In 1948 werd Beets benoemd tot plaatsvervangend lid van het Kapittel der Militaire Willems-Orde.